# Ashgrove
Ashgrove is een plaats in de Australische deelstaat Queensland en telt 12.007 inwoners (2004).